# Fricassé

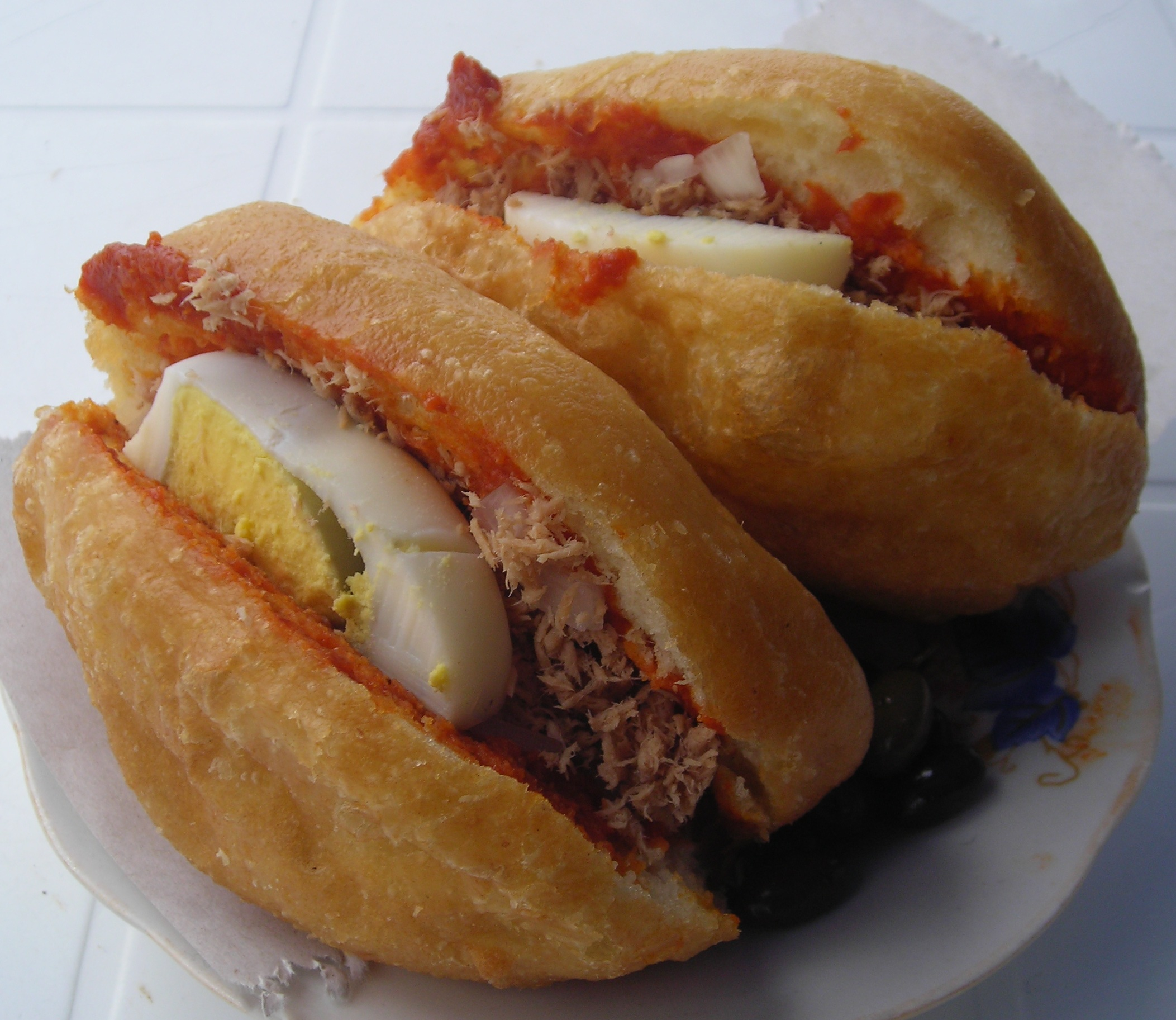
Fricassé

Fricassé är ett friterat, salt bröd (beignet) som har sitt ursprung i det tunisiska köket. Efter friteringen öppnas brödet för att fyllas med innehåll, exempelvis tonfisk i olja, svarta oliver, kokta ägg, méchouia (sallad), kapris, harissa. Fricassén är en mycket vanlig snabbmat i tunisiska gatukök. 